# Sukoró
Sukoró è un comune dell'Ungheria di 975 abitanti (dati 2001). È situato nella contea di Fejér.